# 진약수의 합
정수론에서, 양의 정수 n 에 대한 진약수의 합 s( n )은, n의 자기 자신을 제외한 n 에 대한 모든 약수(진약수)의 합이다. 이를 수식으로 표현하면,
{\displaystyle s(n)=\sum \nolimits _{d|n,\ d\neq n}d.}
소수, 완전수, 사교수, 부족수, 과잉수, 불가촉수를 묘사할 수 있으며, 진약수의 합 수열을 정의하는 데 사용할 수 있다.

## 예시
예를 들어, 12의 진약수(즉, 12를 제외한 12의 양의 약수)는 1, 2, 3, 4, 6이므로, 12에 대한 진약수의 합은 16이다. (1 + 2 + 3 + 4 + 6).
n = 1, 2, 3, ...에 대한 s(n)의 값은 다음과 같다.
0, 1, 1, 3, 1, 6, 1, 7, 4, 8, 1, 16, 1, 10, 9, 15, 1, 21, 1, 22, 11, 14, 1, 36, 6, 16, 13, 28, 1, 42, 1, 31, 15, 20, 13, 55, 1, 22, 17, 50, 1, 54, 1, 40, 33, 26, 1, 76, 8, 43, ... (OEIS의 수열 A001065)

## 숫자들 집단의 특징화
진약수의 합은 특정 숫자 집단을 묘사하는 데 사용할 수 있다.
- 1은 진약수의 합이 0인 유일한 수다. 어떤 숫자가 진약수의 합이 1인 경우에만 소수다.[1]
- 완전수는 진약수의 합이 자기 자신과 같고, 부족수는 진약수의 합이 자기 자신보다 작으며, 과잉수는 진약수의 합이 자기 자신보다 크다.[1]
- 준완전수(이러한 수가 존재하는 경우)는 진약수의 합이 n + 1 과 같은 숫자 n 이다. 근완전수 (2의 거듭제곱 포함되며, 지금까지 알려진 유일한 숫자)는 진약수의 합이 n − 1 과 같은 숫자 n이다.[1]
- 불가촉수는 진약수의 합의 값으로 표현할 수 없는 수이다. 적어도 2와 5는 진약수의 합의 결과로 나올 수 없다고 관찰한 연구 Abu Mansur al-Baghdadi (서기 1000년경)도 있다.[1][2] 그리고 Paul Erdős는 불가촉수가 무한하다는 것을 증명했다.[3] 5가 진약수의 합으로 유일하게 건드릴 수 없는 홀수라는 추측은 아직 증명되지 않았지만, 준소수 pq에 대해 진약수의 합은 p + q + 1이라는 관찰과 함께 Goldbach의 추측 형식에서 따를 것이다.[1]

Pollack & Pomerance (2016)에서 수학자 Erdős의 "가장 좋아하는 조사 주제" 중 하나가 진약수의 합이라고 언급했다.

## 반복
음이 아닌 정수 n 에 대한 진약수의 합 함수를 반복하면, 진약수의 합 수열 n, s (n), s(s(n)), ...이 생성된다 (이 수열에서는 s (0) = 0을 정의한다). 이러한 수열이 항상 소수로 끝나는지, 완전수인지, 사교수의 주기적인 수열로 끝나는지는 알 수 없다.

## 관련 정보
- 약수 함수: 숫자의 (x 의 거듭제곱) 양의 약수의 합
- William of Auberive, 진약수의 합에 관심이 있는 중세시대의 수비학자

## 같이 보기
- 약수 함수